# リェイダ
リェイダ（カタルーニャ語: Lleida IPA：[ˈʎɛjðə]）またはレリダ（スペイン語: Lérida）は、スペイン・カタルーニャ州リェイダ県のムニシピ（基礎自治体）。リェイダ県の県都であり、セグリアー郡の中心都市である。主要産業は70%以上の従業者がいるサービス業であり、次いで製造業が盛んである。住民呼称はlleidatà/-tana（イェイダタ・イェイダタナ）。カタツムリ料理が有名な美食の街として知られる。

## 市名
リェイダは、その始まりから征服者の字訳による異なる地名を持つ。イベリア人にはイルティルタ（Iltirta）、ローマ時代はイレルダ（Ilerda）、イスラム時代はラリダ（Larida）、中世にはレイダ（Leyda）であった。その後スペイン語での名称レリダで呼ばれることが長く続いたが、現在の自治体の正式名称はカタルーニャ語のリェイダである。
1978年7月、スペイン中央政府より、カタルーニャ州政府に対して、自治体の名称変更を可能にする王令2115/1978が与えられ、1980年6月自治体名称をLéridaからLleidaに変更することが決せられた。1992年6月には同自治体を県都とする県名の変更がスペイン国会で承認された。

## 歴史

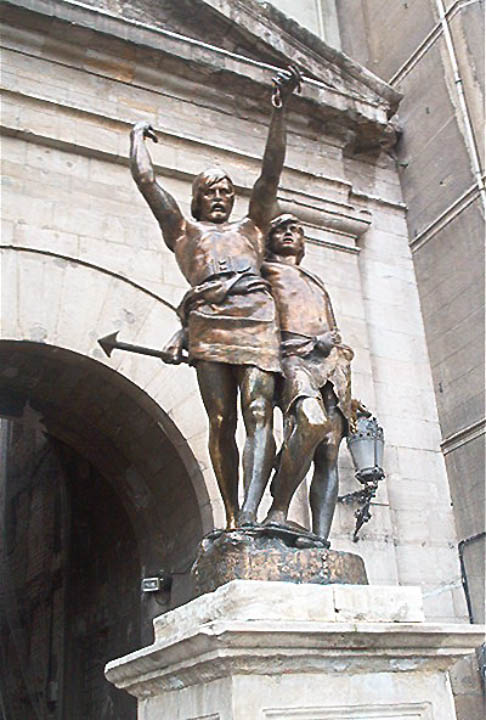
インディビルとマンドニの像

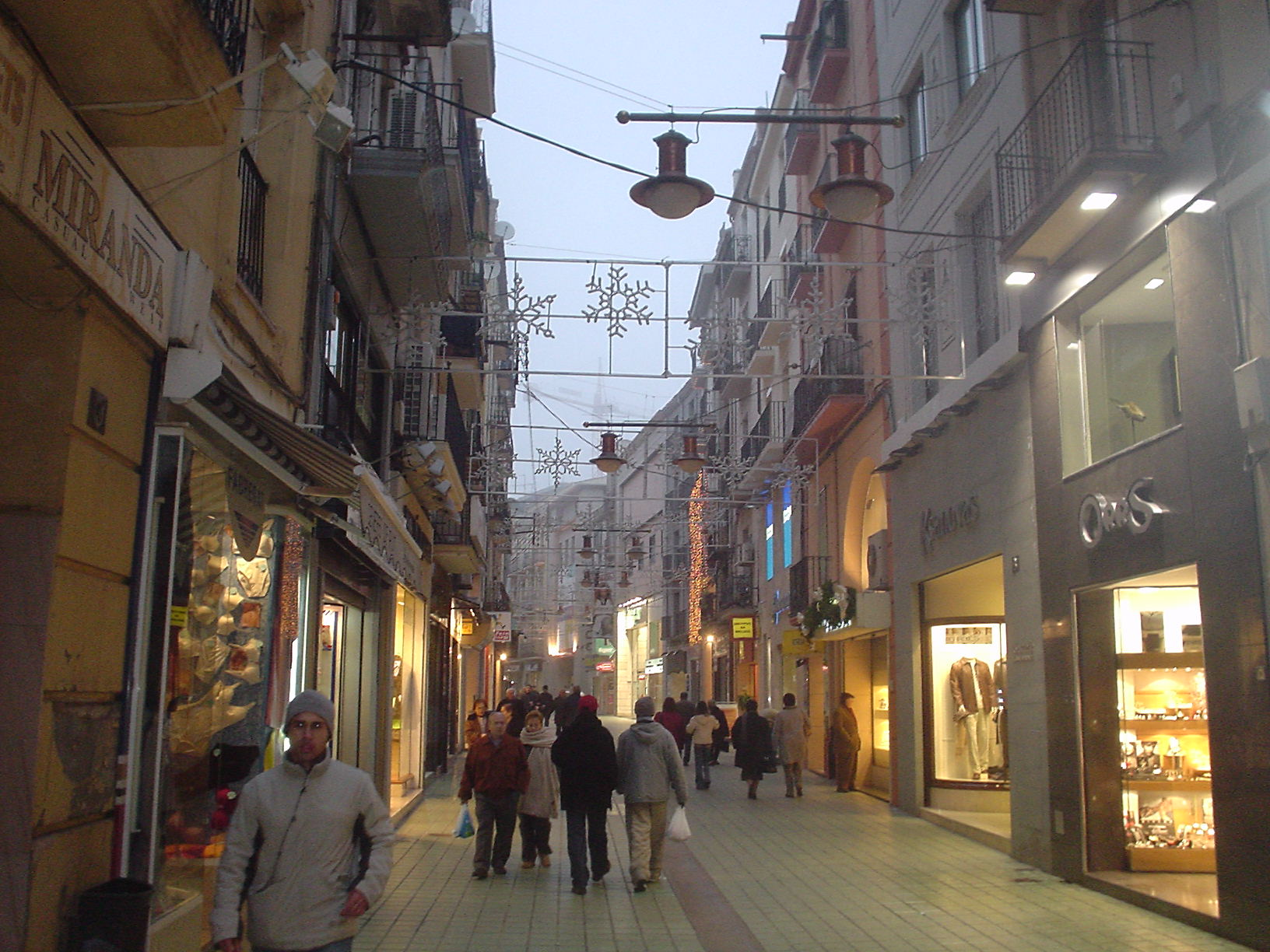
リェイダの街並

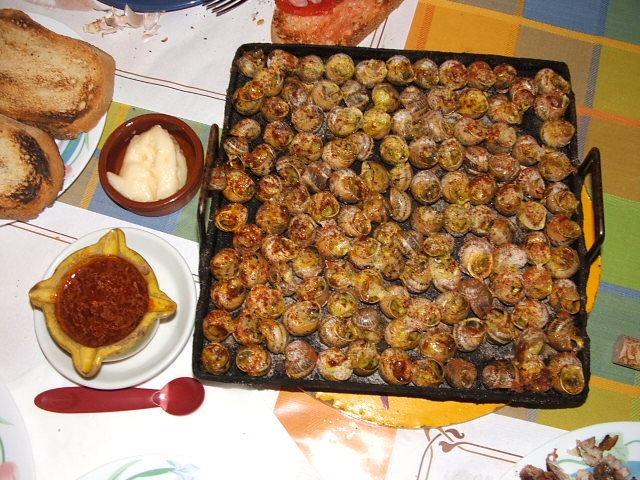
リェイダのカタツムリ料理カラコレス・ア・ラ・ジャウナ

イベリア人の一部族、イレルガテス（en:Ilergetes）の町イルティルタ（Iltirta）があった。インディビルとマンドニオという戦士の名が有名で、彼らはカルタゴと同盟しローマに抵抗した。紀元前215年に事態は決定的となった。ハンニバルの弟ハスドルバルがローマ軍の前に破れたエブロ川の戦いは、まさにこの地で起きた。カルタゴの同盟者であったイベリア人はこの年以降ローマに従属するようになった。
紀元前195年、コンスルのマルクス・カトーによって、イレルガテス、ラケタニ、アウセタニの諸部族が起こした暴動は征圧された。
第二次ポエニ戦争の敗戦は、ローマ文明との同化をもたらした。紀元前49年、ユリウス・カエサルはグナエウス・ポンペイウスに対するゲリラ戦をしていたイルティルタを解放した（イレルダの戦い）。ローマ人によってイレルダ（Ilerda）の名に変えられ、属州ヒスパニア・タラコネンシスの一部となった。この土地は歴史的にも地理的にも重要であった。町はセグラ川（エブロ川第一の支流）の右岸にあり、セグラ川とシンカ川の合流地点の上流に位置していた。
残っている資料が乏しいために、375年から716年までの西ゴート時代は暗黒時代とされている。
714年、イベリア半島全体と同じように、イレルダはイスラム教徒によって攻撃された。716年または719年にイレルダはイスラム軍に降伏した。後に、アラゴン地方の有力者フォルトゥンが自らの勢力維持のために改宗してイスラム教徒になり、イレルダの服従に協力した。
フランク王ルイ聖王が901年にラリダを略奪した。しかし802年から809年の間に自分の領土を取り戻すことになるアル＝レリディは、わずか数日でラリダを奪還した。これらの小さな小競り合いは、最終的には移住を強いられることになるモサラベたちへの困難な取り扱いを引き起こした。
9世紀になるとコルドバのアミールへの忠誠を誓うふりをしながらも、タイファ王国が成立した。ラリダ最後の王は、1102年にムラービト朝によって廃位されたスレイマーンであった。
1149年、ラリダはバルセロナ伯ラモン・バランゲー4世とウルジェイ伯エルメンゴル4世が率いるキリスト教軍によって征服された。
1246年、アラゴン王ジャウマ征服王がリェイダにパエリア（現在の自治組織の基礎となる）を授けた。1332年、ハイメ2世はイェイダにサン・ミゲル祭の市場を開く特権を与えた。
1297年、ローマ教皇ボニファティウス8世の教書のために、有名なヘネラル・エストゥディ（General Estudi）がジャウマ2世によって創建された。これはアラゴン王国最古の大学で、1717年にフェリペ5世がカタルーニャの大学廃止を命じるまで存続した。
その後の数世紀、戦争と疫病の流行でリェイダの後退が決定的となり、1640年から1652年の戦争ではそれが最高潮に達した。リェイダは廃れ、フェリペ5世は廃墟と化した中にリェイダを見つけた。最終的に、1714年の新国家基本法によってイェイダはその司法権と大学を失った。18世紀の間、リェイダはその重要性や都市の大きさを取り戻した。カルロス3世時代には新大聖堂が建てられた。
19世紀初頭、ナポレオン戦争やスペイン独立戦争でイェイダは新たな侵略を受けた。旧大聖堂は1797年以降の流行（18世紀末にフランス革命思想がカタルーニャへ広まったため）で閉じられた。旧大聖堂は兵舎に変えられた。鉄道が敷かれたのは1860年だった。
2007年時点でセグラ川には7つの橋が架かっており、うち4つが自動車橋、1つが鉄道橋、2つが歩道橋である。リェイダにはサッカークラブとしてUEリェイダがあり、バスケットボールクラブとしてリェイダ・バスケットがある。

## 地理

### 人口
| リェイダの人口推移 1900－2010                           |
|                                                         |
| 出典:INE（スペイン国立統計局）1900年 - 1991年、1996年 - |

## 政治
自治体首長はPSC-PM（Partit dels Socialistes de Catalunya-Progrés Municipal、カタルーニャ社会党を中心とした連合体）のアンジェル・ロス・ドゥミング（Àngel Ros Domingo）で、自治体評議員は、PSC-PM：15、集中と統一（CiU）：6、カタルーニャ国民党：6となっている（2011年5月22日の自治体選挙結果、得票順）
| 1999年6月13日自治体選挙 |        |        |          |
| 政党                    | 得票数 | 得票率 | 獲得議席 |
| PSCPMC                  | 25,434 | 49.14% | 14       |
| CiU                     | 10,185 | 19.68% | 6        |
| PP                      | 6,853  | 13.24% | 4        |
| ERC-EV-AM               | 3,961  | 7.65%  | 2        |
| IC-V-EPM                | 3,251  | 6.28%  | 1        |
| EUIA                    | 487    | 0.94%  | 0        |
| INDEP                   | 290    | 0.56%  | 0        |
| その他                  | 132    | 0.25%  | 0        |

| 2003年5月25日自治体選挙 |        |        |          |
| 政党                    | 得票数 | 得票率 | 獲得議席 |
| PSC-PM                  | 20,180 | 36.30% | 10       |
| CiU                     | 13,013 | 23.41% | 7        |
| PP                      | 7,728  | 13.90% | 4        |
| ERC-EV-AM               | 6,982  | 12.56% | 3        |
| ICV-EPM                 | 5,722  | 10.29% | 3        |
| OVI                     | 931    | 1.67%  | 0        |
| PHC                     | 83     | 0.15%  | 0        |
| AIPN                    | 52     | 0.09%  | 0        |

| 2007年5月27日自治体選挙 |        |        |          |
| 政党                    | 得票数 | 得票率 | 獲得議席 |
| PSC-PM                  | 22,172 | 46.23% | 15       |
| CiU                     | 9,613  | 20.04% | 6        |
| PP                      | 5,690  | 11.86% | 3        |
| ESQUERRA-AM             | 3,336  | 6.96%  | 2        |
| ICV-EUIA-EP             | 2,737  | 5.71%  | 1        |
| CUP                     | 1,030  | 2.15%  | 0        |
| C's                     | 981    | 2.05%  | 0        |
| その他                  | 1,064  | 2.21%  | 0        |

| 2011年5月22日自治体選挙 |        |        |          |
| 政党                    | 得票数 | 得票率 | 獲得議席 |
| PSC-PM                  | 18,864 | 42.07% | 15       |
| CiU                     | 8,212  | 18.31% | 6        |
| PP                      | 7,410  | 16.52% | 6        |
| ICV-EUiA-E              | 2,080  | 4.64%  | 0        |
| Esquerra-AM             | 1,890  | 4.21%  | 0        |
| CUP                     | 1,464  | 3.26%  | 0        |
| PxC                     | 1,120  | 2.50%  | 0        |
| その他                  | 1,861  | 4.15%  | 0        |

### 司法行政
リェイダはイェイダ司法管轄区に属し、同管轄区の中心自治体である。

## 観光名所・史跡・行事
- リェイダ旧大聖堂（Seu Vella） - ロマネスク様式とゴシック様式。ヨーロッパ最大級の回廊を誇る。18世紀末に兵舎に変えられた。
- リェイダ新大聖堂（Seu Nova） - スペイン・ブルボン家支配時代にバロック様式で建設。スペイン内戦時、ブエナベントゥーラ・ドゥルーティ（スペイン語版）率いるアナーキスト勢力に放火され延焼した。
- ラ・スダ（La Suda） - 古いムデハル様式の城。旧大聖堂と同じ丘にたつ。1150年、城内でバルセロナ伯ラモン・バランゲー4世とアラゴン女王ペトロニラの結婚式が行われた。1812年と1936年の2度の爆発で一部が廃墟となっている。
- ガルデニ城（Castell de Gardeny） - 12世紀半ば、ガルデニ丘の戦略的要所にテンプル騎士団が建てた。
- パエリア宮（Palau de la Paeria） - リェイダ市役所。カタルーニャ・ゴシック様式。地下遺跡がある。
- サンタ・マリア病院（Antic Hospital de Santa Maria） - 旧病院。カタルーニャ・ゴシックの秀作。
- サン・ロレンソ教会（Església de Sant Llorenç） - ロマネスク様式の教会。
- エンリケ・グラナドス音楽堂（Auditorio Municipal Enric Granados） - リェイダの市立音楽ホール。
- ラ・ロッチャ（La Llotja de Lleida） - リェイダの市立劇場・国際会議場。
- エリシス公園（Camps Elisis） - フランス様式の都市公園・見本市会場。敷地内にある人魚の泉が有名。
- 春祭り - 毎年5月上旬に開かれる、市の守護聖人アナスタジオの祭り。
- 秋祭りまたはサン・ミゲル祭り - 毎年9月下旬に開かれるスペイン有数の古い祭り。

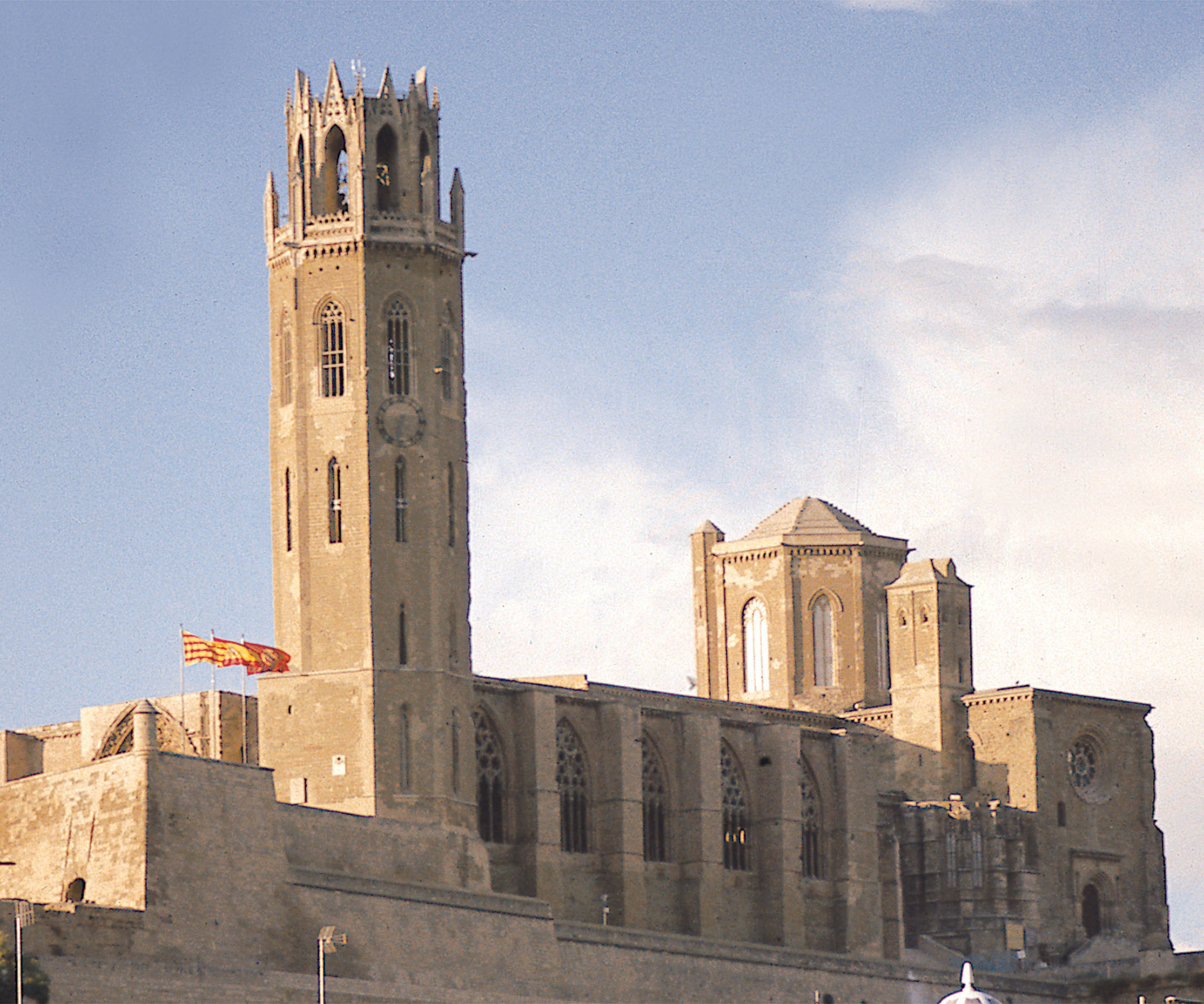
旧大聖堂
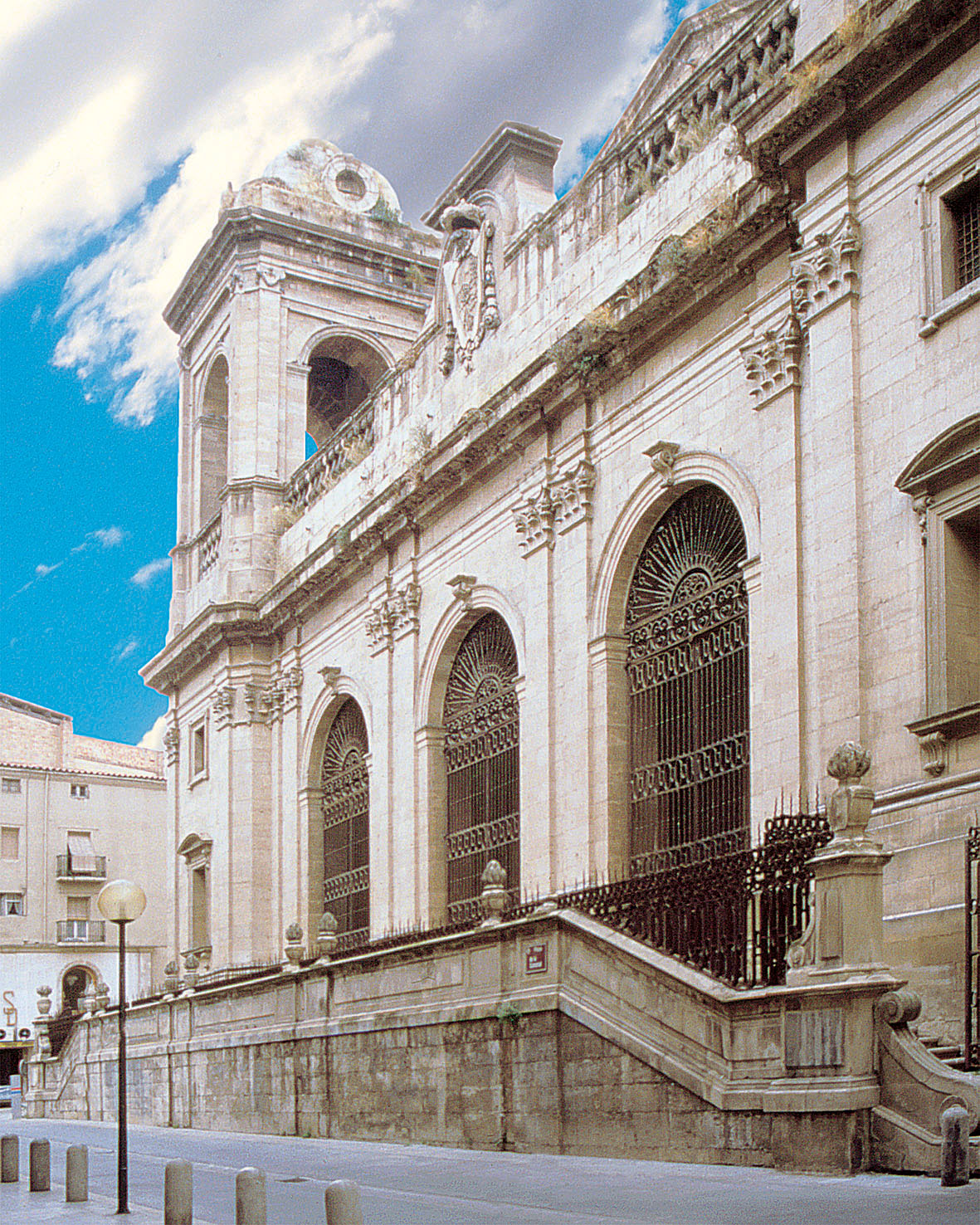
新大聖堂
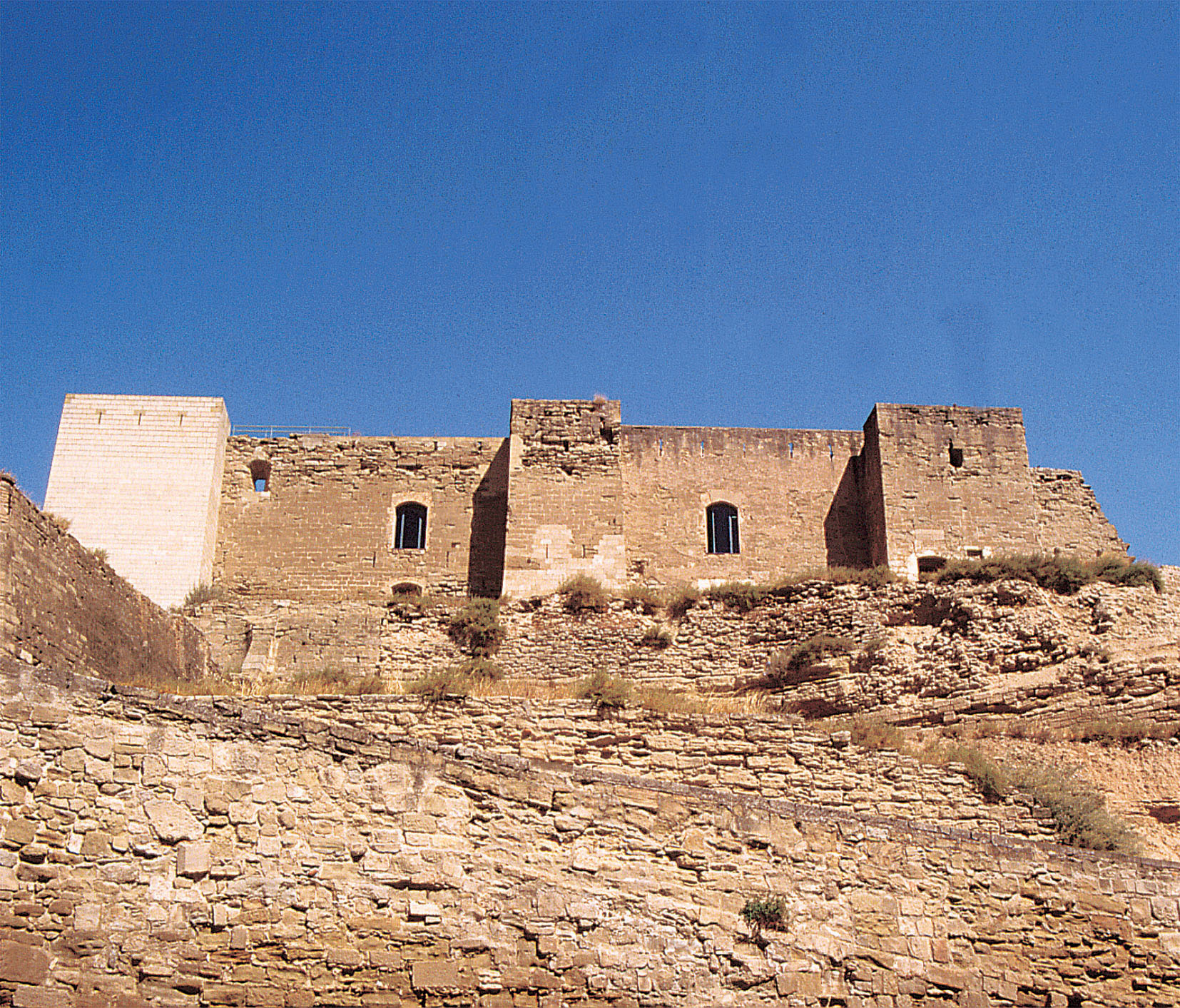
ラ・スダ
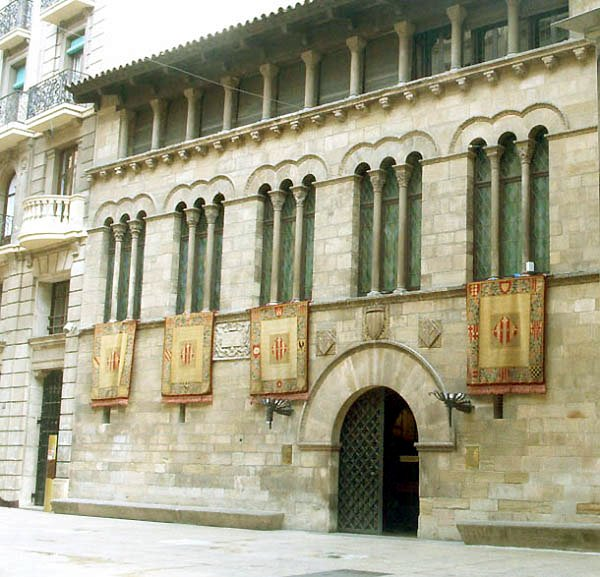
パエリア宮
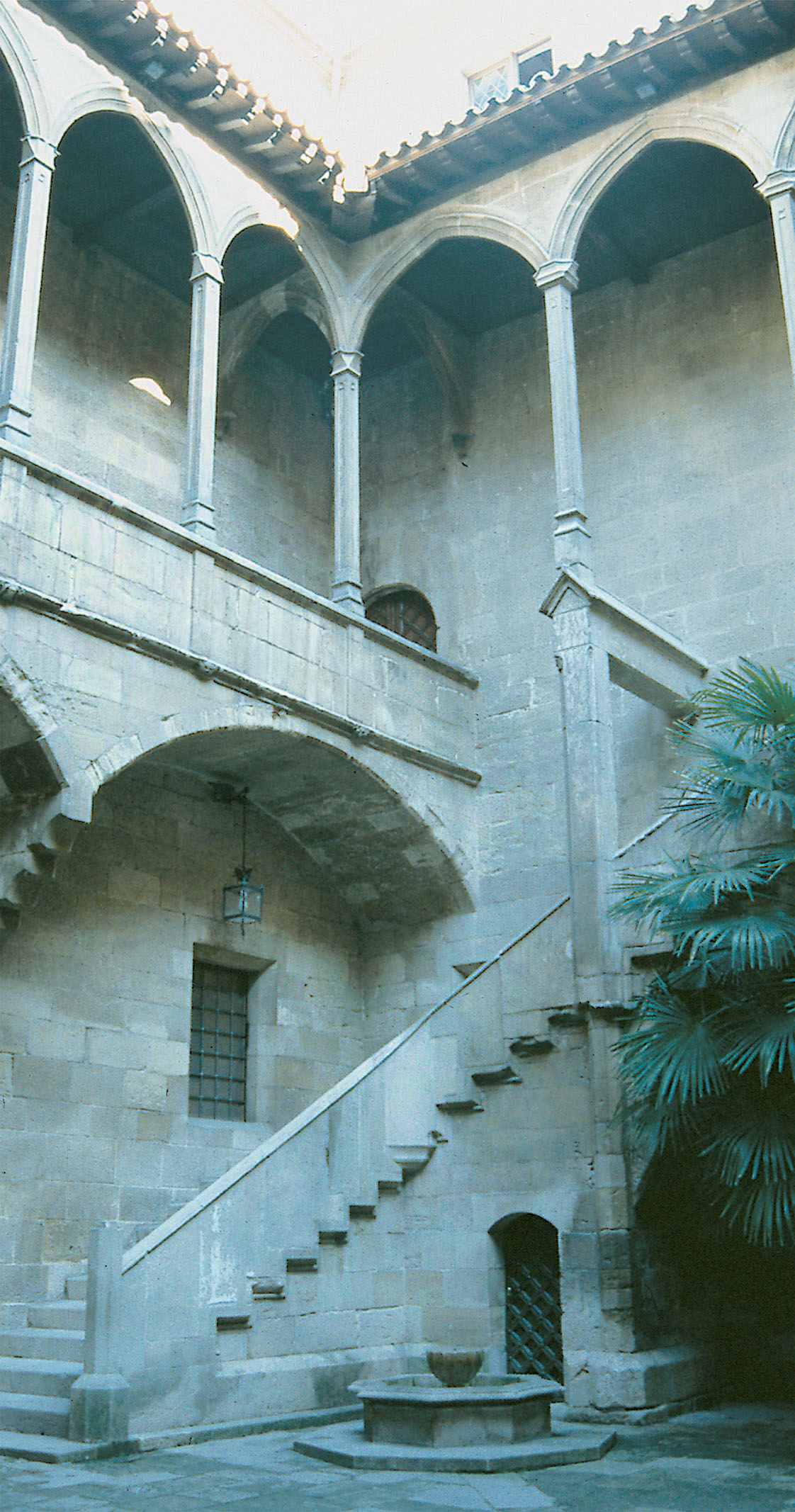
サンタ・マリア病院
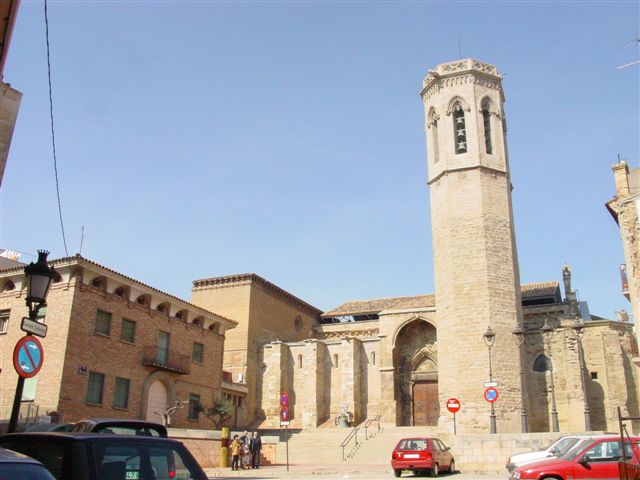
サン・ロレンソ教会
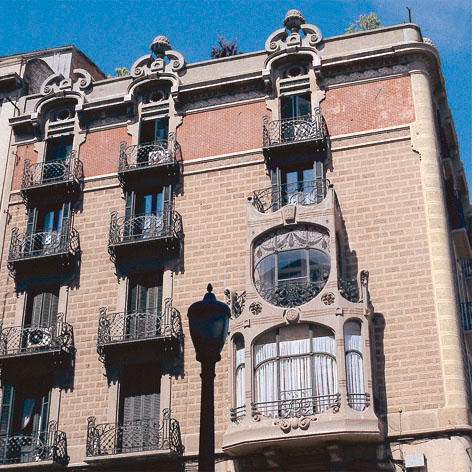
モデルニスモ建築のカサ・メルシオー
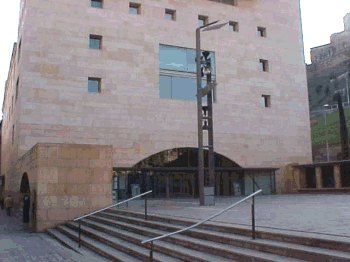
エンリケ・グラナドス音楽堂
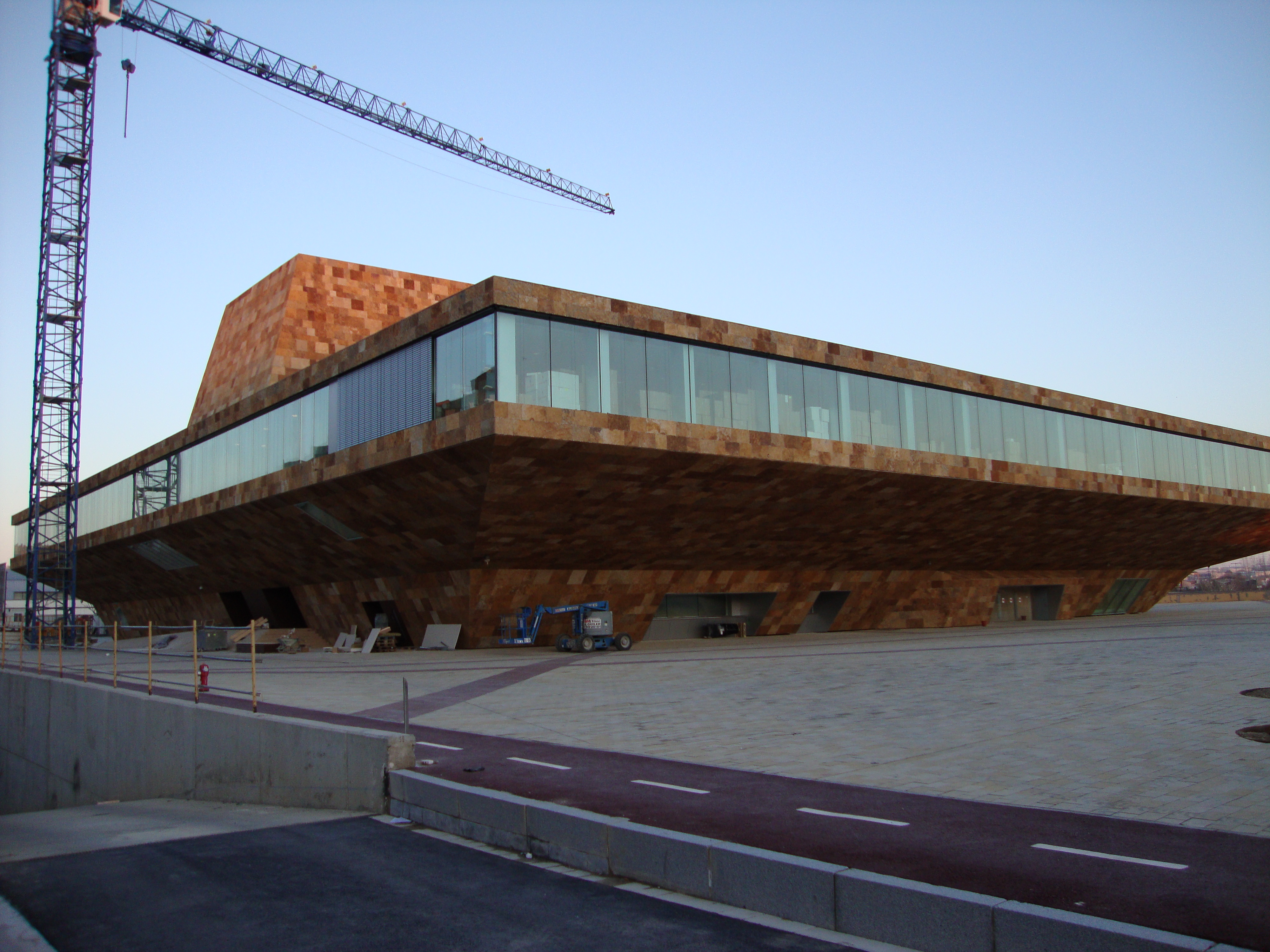
ラ・ロッチャ
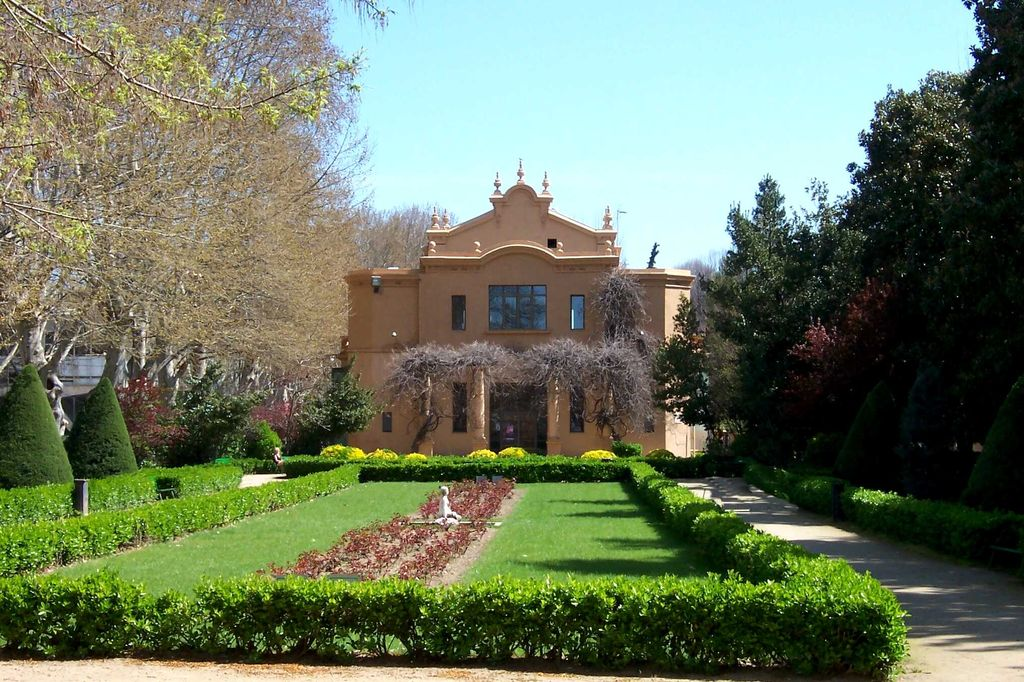
エリシス公園

## 気候

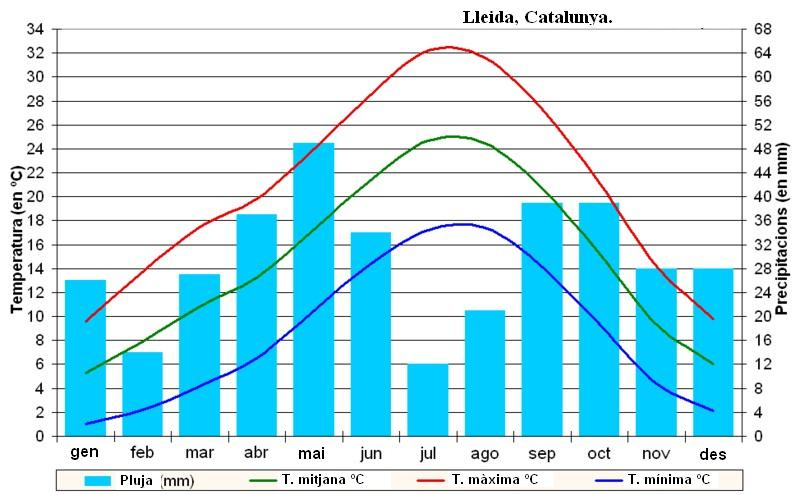
1971年-2000年までを表した気候表

リェイダは地中海性気候であるが、エブロ川谷に位置するため大陸性の特徴を持つ。冬は湿度が高く非常に寒い。夏は暑く、雨の不足や夏の干ばつを伴う。その年によって、冬は0℃以下、夏は40℃以上を記録するのは不思議なことではない。冬の間セグラ川谷で発生する霧が特徴である。

## 教育
- リェイダ大学 - 13世紀後半に創立。アラゴン連合王国最古の大学であるが、1713年にフェリペ5世によって大学は閉鎖された。1991年12月12日に再度創立。スペインに現存する大学としてはサラマンカ大学に次ぐ歴史を持つとされ、現在はカポント地区に多くの大学施設が建てられている。

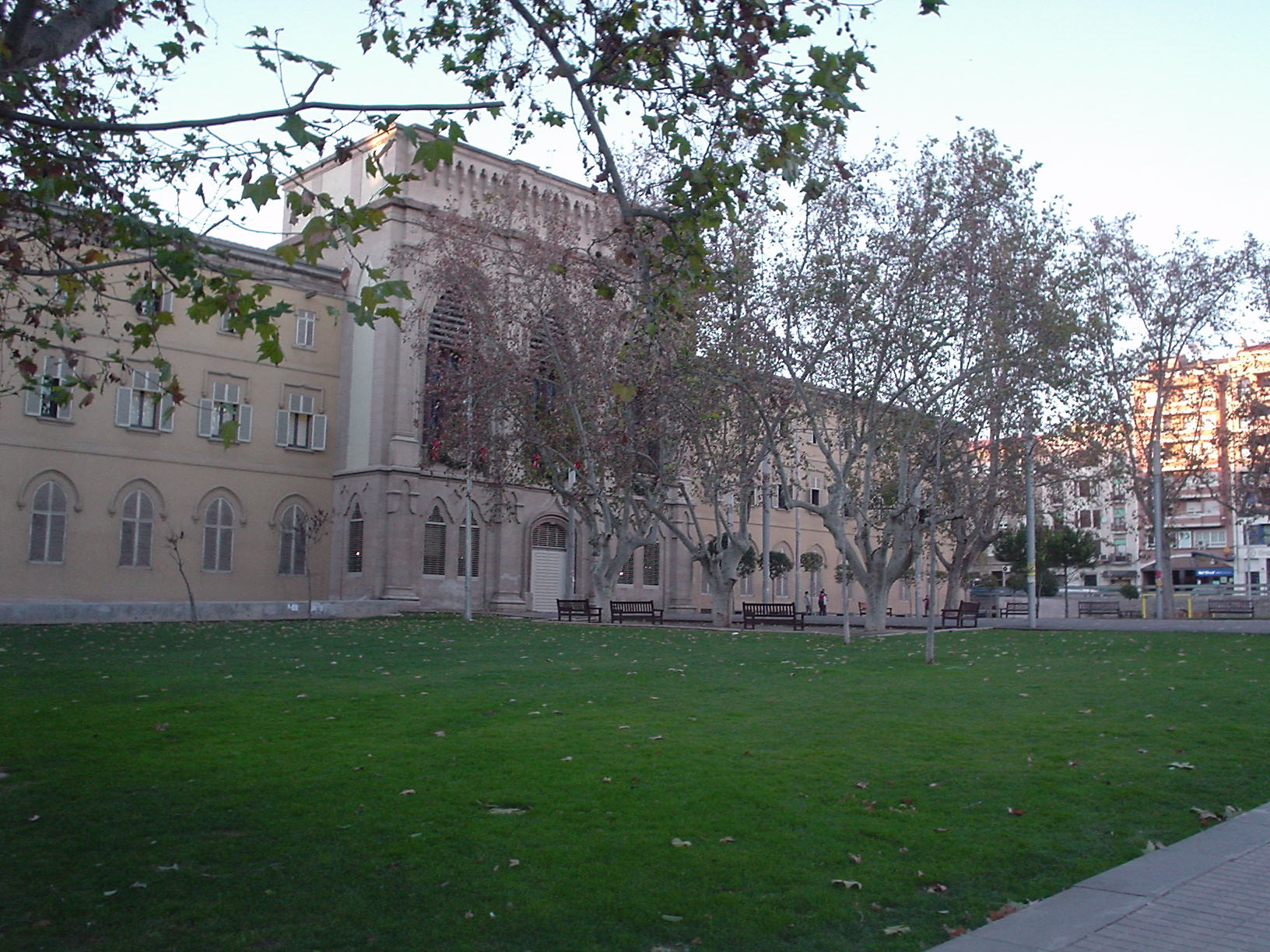
リェイダ大学

## 交通
リェイダは古くから交通の要所として栄え、バルセロナ、タラゴナといった地中海都市に加え、バル・デ・ボイやアンドラ公国といったピレネー山脈の山岳リゾートへのアクセスが非常に良い。フランスにも近いことから、ピレネー山脈を越えトゥールーズなどへの旅行も容易である。

### 道路
自動車専用道路A-2と高速道路AP-2がマドリード、バルセロナ、サラゴサを結んでいる。現在ウエスカ方面を結ぶ高速道路を新たに建設中。

### 鉄道
リェイダ・ピリネウス駅（Estació de Lleida Pirineus）にはスペイン高速鉄道（AVE）が通っており、マドリードからグアダラハーラ、カラタユー、サラゴサ、リェイダ、タラゴナを結んでいる。この鉄道は2008年にバルセロナまで開通した。また同駅にはカタルーニャ公営鉄道の路線Lleida-Pobla de Segur[リェイダ・ポブラデセグー]もある。現在、リェイダ近郊線として新たに3路線を敷設するプロジェクトがあり、バラゲーなどと接続する予定。

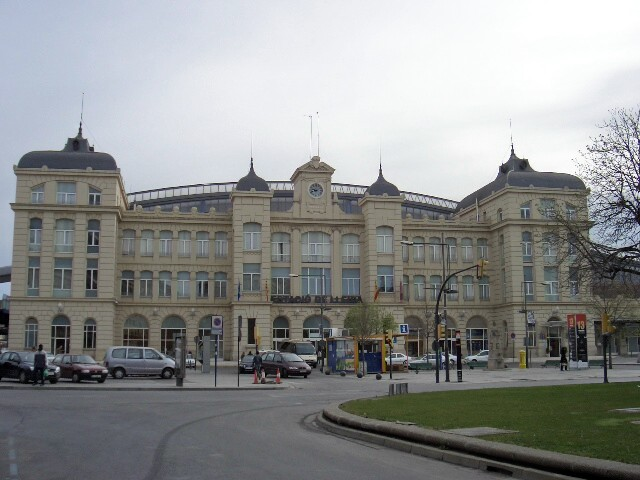
リェイダ駅

### 空港
2010年、西カタルーニャとアンドラ公国の主要空港として、リェイダ＝アルガイア空港がオープン。チャーター便の他、地中海都市パルマ・デ・マヨルカへの定期便を運航している。街の中心地から15km北に所在する。

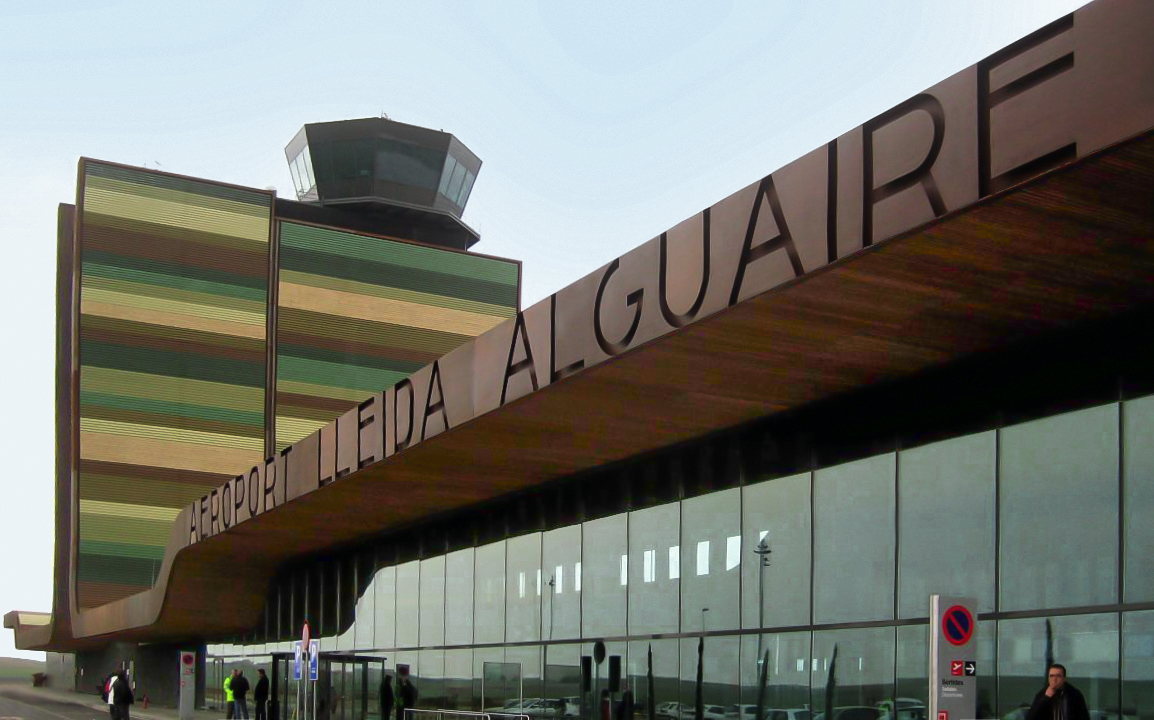
リェイダ空港

### バス
市内バス23路線の他、夜間バスや観光バスがある。

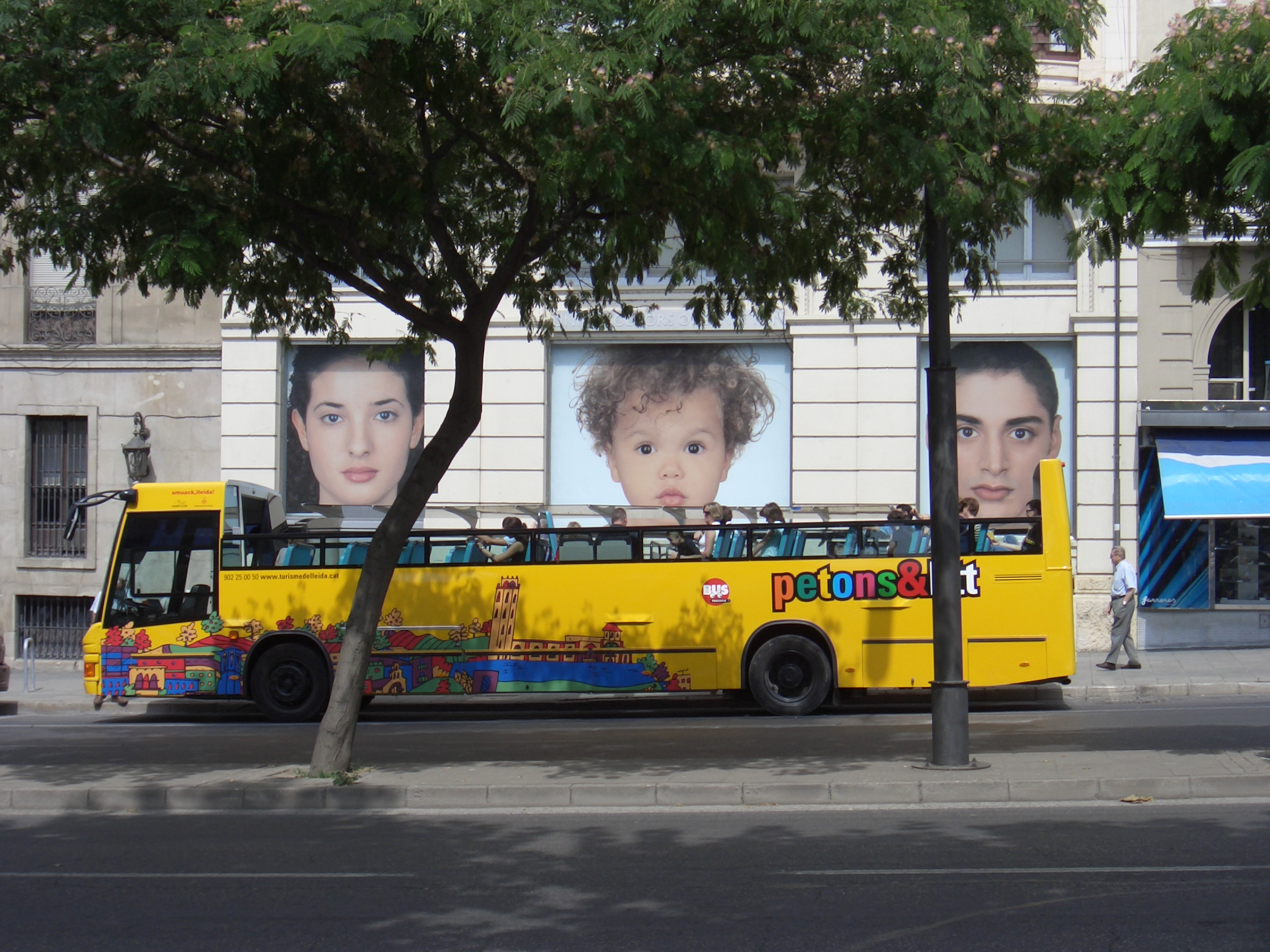
リェイダ観光バス

## 姉妹都市
- フェラーラ、イタリア
- フォワ、フランス
- レリダ、コロンビア
- ペルピニャン、フランス
- 合肥市、中華人民共和国

## 出身者
- エンリケ・グラナドス - 作曲家
- リカルド・ビニェス - ピアニスト
- ジャウマ・バラゲロ - 映画監督
- アルベルト・コスタ - テニス選手
- エミリオ・アルサモラ - オートバイレーサー
- アレックス・フェバス - サッカー選手